# Capitaine ours bleu
Les 13 vies et demie du Capitaine ours bleu est une série de deux livres écrits par Walter Moers en 1999. Paru sous le titre Die 13½ Leben des Käpt'n Blaubär, l’œuvre est rédigée en allemand. Les deux tomes ont été traduits dans plusieurs langues. L'édition française est parue chez Albin Michel en 2005. 
Ils racontent la moitié de la vie d'un ours bleu aux origines inconnues qui habite un continent imaginaire, la Zamonie. Le roman est divisé en « vies » pour représenter les chapitres.

## Tome 1
Voici les noms des 10 vies racontées.
- 1. Ma vie de Minipirate
- 2. Ma vie chez les Ectospectres
- 3. Ma vie de fugitif
- 4. Ma vie sur l'île des gastronomes
- 5. Ma vie de copilote
- 6. Ma vie dans les Monts obscurs
- 7. Ma vie dans la Grande forêt
- 8. Ma vie dans le Trou de l'espace temps
- 9. Ma vie dans le Désert sucré
- 10. Ma vie dans la Cité-tornade

## Tome 2
Voici les noms des 3 vies et demie racontées.
- 1. Ma vie dans la Grosse tête
- 2. Ma vie à Atlantis
- 3. Ma vie sur le Moloch
- 3 1/2. Ma demi-vie de paix